# Tournoi de beach-volley de Montréal
Le tournoi de beach-volley de Montréal est l'une des manches à avoir été inscrite au calendrier du FIVB Beach Volley World Tour, le circuit professionnel mondial de beach-volley sous l'égide de la Fédération internationale de volley-ball.
La compétition se tient à cinq reprises entre 2002 et 2011 dans la ville canadienne de Montréal.

## Éditions
| # | Année | Date messieurs   | Date dames       | Catégorie    | Site          | Diffuseur TV   |
| - | ----- | ---------------- | ---------------- | ------------ | ------------- | -------------- |
| 1 | 2002  | 10 au 14 juillet | 9 au 13 juillet  | Tournoi open |               |                |
| 2 | 2005  | 24 au 28 août    | 24 au 28 août    | Tournoi open | Stade Uniprix | CBC Television |
| 3 | 2006  | 12 au 16 juillet | 12 au 16 juillet | Tournoi open | Stade Uniprix | CBC Television |
| 4 | 2007  | 4 au 8 juillet   | 4 au 8 juillet   | Tournoi open | Stade Uniprix | RDS            |
| 5 | 2011  | 19 au 24 juillet | 19 au 24 juillet | Tournoi open |               |                |

## Palmarès

### Messieurs
| Année | Vainqueurs                               | Finalistes                      | Troisième place                       |
| ----- | ---------------------------------------- | ------------------------------- | ------------------------------------- |
| 2002  | José Loiola et Ricardo Santos            | Mark Heese et John Child        | Stein Metzger et Kevin Wong           |
| 2005  | Benjamin Insfran et Harley Marques Silva | Marcio Araujo et Fabio Luiz     | Emanuel Rego et Ricardo Santos        |
| 2006  | Marcio Araujo et Fabio Luiz              | Emanuel Rego et Ricardo Santos  | Cunha et Franco                       |
| 2007  | Emanuel Rego et Ricardo Santos           | Joshua Slack et Andrew Schacht  | Pedro Solberg et Harley Marques Silva |
| 2011  | Philip Dalhausser et Todd Rogers         | Matt Fuerbringer et Nick Lucena | Jake Gibb et Sean Rosenthal           |

### Dames
| Année | Vainqueurs                                    | Finalistes                                             | Troisième place                                   |
| ----- | --------------------------------------------- | ------------------------------------------------------ | ------------------------------------------------- |
| 2002  | Misty May-Treanor et Kerri Walsh              | Shelda Bede et Adriana Behar                           | Elaine Youngs et Holly McPeak                     |
| 2005  | Larissa França et Juliana Felisberta da Silva | Talita Antunes da Rocha et Renata Martins Ribeiro      | Shelda Bede et Adriana Behar                      |
| 2006  | Ana Paula Connelly et Leila Barros            | Larissa França et Juliana Felisberta da Silva          | Tian Jia et Wang Jie                              |
| 2007  | Misty May-Treanor et Kerri Walsh              | Zhang Xi et Xue Chen                                   | Shelda Bede et Adriana Behar                      |
| 2011  | Talita Antunes da Rocha et Maria Antonelli    | Carolina Solberg Salgado et Maria Clara Salgado Rufino | Taiana Lima et Vivian Danielle da Conceição Cunha |

## Tableau des médailles

### Messieurs
| Nation     | Or | Argent | Bronze | Total |
| ---------- | -- | ------ | ------ | ----- |
| Brésil     | 4  | 2      | 3      | 9     |
| États-Unis | 1  | 1      | 2      | 4     |
| Australie  | -  | 1      | -      | 1     |
| Canada     | -  | 1      | -      | 1     |

### Dames
| Nation     | Or | Argent | Bronze | Total |
| ---------- | -- | ------ | ------ | ----- |
| Brésil     | 3  | 4      | 3      | 10    |
| États-Unis | 2  | -      | 1      | 3     |
| Chine      | -  | 1      | 1      | 2     |